# Dornier Do P.254
De Do P.254 is een project voor een zwaar jachtvliegtuig, jachtbommenwerper en nachtjager dat werd ontwikkeld door de Duitse vliegtuigbouwer Dornier.

## Ontwikkeling
Het project stamt uit januari 1945 en had als basis de Dornier Do 335. De achterste zuigermotor werd weer vervangen door een straalmotor. Hierdoor vervielen de zware propelleras en de propeller, waardoor er aan gewicht en stroomlijn werd gewonnen.
De combinatie van straal- en zuigermotoren had een aantal voordelen. Zo kon men door gebruik te maken van de zuigermotor tijdens de start en landing de snelheid laag houden, kon men tijdens de vlucht met geringe snelheid vliegen en zo brandstof besparen en de actieradius vergroten. De straalmotor kon worden gebruikt tijdens het onderscheppen van het doel en om aan vijandelijke jachtvliegtuigen te ontkomen.
In het ontwerp werd een groot aantal onderdelen van de Do 335 gebruikt, zoals de vleugels, landingsgestel en de rompvoorkant.
De zuigermotor was of een Daimler-Benz DB603LA of Junkers Jumo 213J-lijnmotor met vierentwintig cilinders en vloeistofgekoeld. De straalmotor was een Heinkel He S 011. De inlaten voor de straalmotor waren in de zijkant van de rompachterkant aangebracht. Omdat de duwpropeller was komen te vervallen, was de kruisvormige staartsectie niet meer nodig en kon met een standaardstaartsectie toepassen. Het oppervlak van de staartvlakken moest wel worden vergroot.
De bemanning bestond uit twee man. De piloot zat in de cockpit in de rompneus, de tweede man in een ruimte direct voor de straalmotor in het achterste deel van de romp. Deze zorgde voor een extra paar ogen en de bediening van de bewapening in de rompbovenkant. Beide waren voorzien van een schietstoel. In geval van nood konden de staarvlakken worden verwijderd voordat men gebruik ging maken van de schietstoelen.

## Uitvoeringen

### Do P.254/1
Dit is de nachtjageruitvoering en deze was voorzien van vleugels met een grotere spanwijdte en oppervlak. In het bommenruim was nu de mogelijkheid voor het aanbrengen van extra brandstoftanks.

##### Technische specificaties Do P.254/1
Afmetingen:
- Spanwijdte: 15,45 m.
- Lengte: 13,40 m.
- Hoogte: 5,64 m.
- Vleugeloppervlak: 41 m².

Gewichten:
- Leeggewicht: 7.725 kg.
- Brandstof: 2.950 lt.
- Startgewicht: 10.640 kg.

Prestaties:
- Maximumsnelheid: 865 km/uur op 11.000 m.
- Stijgsnelheid: 14 m/s.

Bewapening:
- Twee 20mm-MG151/20-kanonnen en een 30mm-MK108-kanon in de rompneus.
- Twee 30mm-MK108-kanonnen, schuin omhoog vurend, in de bovenkant van de romp.

### Do P.254/2
Dit is de jachtbommenwerperuitvoering. De zuigermotor was in dit geval een Junkers Jumo 213J.

##### Technische specificaties Do P.254/2
Afmetingen:
- Spanwijdte: 13,80 m.
- Lengte: 13,40 m².
- Hoogte: 5,64 m.
- Vleugeloppervlak: 38,50 m.

Gewichten:
- Leeggewicht: 7.585 kg.
- Startgewicht: 10.500 kg.

Prestaties:
- Maximumsnelheid: 822 km/uur op 7.500 m.
- Stijgsnelheid: 11,30 m/s.

Bewapening:
- Twee 20mm-MG151/20-kanonnen en een 30mm-MK108-kanon in de rompneus.
- Twee 30mm-MK108-kanonnen, schuin omhoog vurend, in de bovenkant van de romp.
- Bommenlading: 500 kg.